# 芸娘 (電視劇)
《芸娘》是2008年当代情感电视剧。该剧的姐妹篇为2010年《煙雨斜陽》和2014年《秀秀的男人》，三剧同由制片人张海东和台湾知名编剧杨曼丽打造，合称“民国悲情三部曲”。

## 劇情概要
主要講述一位首富因大太太不能生育，便把希望放在二太太身上。二太太為首富生下女兒叫“陸明珠”，但之後二太太遭害。“陸明珠”被人帶走，改名為‘芸兒’。而主線便是十八年後“陸明珠”的際遇，最終芸兒獲得圓滿的結局。

## 播出時間
| 播放日期       | 所在地 | 頻道                                 |
| 2008年2月26日  | 中國   | 上海电视剧频道                       |
| 2008年11月12日 | 臺灣   | 民視                                 |
| 2008年12月1日  | 香港   | 亞洲電視本港台 Mon-Fri 8:30-9:30p.m. |

## 主要演員
| 演員   | 主角   | 配音   | 备注                              |
| 安以轩 | 程芸儿 | 莊巧怡 | 原名陸明珠 跟陆浩中相愛，後為其妻 |
| 冯绍峰 | 陆浩中 |        | 酒庄少当家                        |
| 刘雪华 | 沈容   | 譚淑英 | 陆浩中之養母                      |
| 张勋杰 | 李俊   |        | 程芸儿師兄，喜歡芸儿              |
| 涂黎曼 | 古玥玥 | 魏惠娥 | 喜歡李俊，后為陆浩中之妻          |
| 岳跃利 | 陆永年 |        | 酒庄当家，陆浩中之養父            |
| 徐婧灵 | 沈红   |        | 沈容之妹，陆浩中之親母            |

## 製作人員
- 制作人：张海东
- 出品人：汤曼莉、周莉、吴筠、陈伟
- 监制：张苏洲、陈辉、张晓东、杨国钧
- 导演：沈怡
- 副导演：李红
- 编剧：杨曼丽
- 剪辑：阿良
- 摄影：朱思群
- 服装设计：丁冀燕
- 灯光：丁传宏
- 发行：张海东